# IC 4115
IC 4115 ist eine Galaxie vom Hubble-Typ S? im Sternbild Jagdhunde am Nordsternhimmel. Sie ist schätzungsweise 480 Millionen Lichtjahre von der Milchstraße entfernt und hat einen Durchmesser von etwa 60.000 Lj.

In derselben Himmelsregion befindet sich u. a. die Galaxie IC 4144. 
Das Objekt wurde am 21. März 1903 von Max Wolf entdeckt.